# Elsässische Küche
Elsässische Küche repräsentiert die gastronomische Entwicklung der Region Elsass. Die kulinarischen Traditionen Ostfrankreichs haben sich im Laufe von Jahrhunderten mit den deutschen Traditionen verbunden (Schweinefleischprodukte, Gebäck, Bier-, Mehl- und Kirschsuppen), während der jüdische Einfluss sich insbesondere bei der Verwendung von Gewürzen und der Zubereitung von Fisch bemerkbar macht. Gänsefett, Schmalz und lokale Weine verleihen der elsässischen Küche ihren eigenen charakteristischen Geschmack.
Schweinefleisch und Sauerkraut mit Riesling gekocht und mit einem Glas Kirsch gewürzt ist das elsässische Gericht schlechthin. Bekannt sind auch Schiefela (geräucherte Schweineschulter), Saveloy-Wurst, Straßburger Würstchen, Schinken (gesalzen, geräuchert, in Pasteten), gefülltes Ferkel u. a. Ein Gericht für besondere Anlässe ist die Gans, entweder in Salmis oder geschmort mit Kartoffeln serviert und die Terrinen und Pasteten, Foie Gras mit Trüffeln. Andere Geflügelgerichte der elsässischen Küche sind Truthahn mit Kastanien, Hühnchen mit Riesling, Hühnchen mit Morcheln und Hühnerfrikassee mit Sahne.
Rotes Fleisch bildet die Grundlage für Pasteten, Eintöpfe und Ragoûts (Baeckeoffe). Klassische Gerichte sind Wildbret mit Birnen und Hasen mit Nudeln. Zu den Süßwasserfischgerichten zählen Karpfen à la Juive (Gefilte Fisch) und Fischeintopf. Forellen, Zander, Hecht und Aal werden auf zahlreiche lokale Arten zubereitet. Krebse sind traditionell in einem Flan oder mit elsässischem Wein gekocht. Frösche werden in Eintöpfen, Suppen und Saucen verwendet.
Das Hauptgemüse ist der Kohl, der die Grundlage für Sauerkraut bildet und auch in Salaten serviert wird. Außerdem Rotkohl mit Kastanien und Kohlrabi mit Sahne. Den Ehrenplatz haben die Zwiebeln, die in Tarten oder in Brotteig (Flammkuchen) gebacken werden. Die Kartoffel, die eine der Hauptzutaten des täglichen Kochens ist und auch zur Herstellung von Knöpfle, Nocken, frische Nudeln wie Spätzle werden oft als Beilage serviert.
Elsässische Tarten werden mit zahlreichen Obstfüllungen gebacken (Tarte bourdaloue mit Birnen, u. a. mit Creme), und sonntags wird Kugelhopf gegessen.